# Anglesea River
Anglesea River är ett vattendrag i Australien. Det ligger i delstaten Victoria, omkring 96 kilometer sydväst om delstatshuvudstaden Melbourne. Genomsnittlig årsnederbörd är 744 millimeter. Den regnigaste månaden är juni, med i genomsnitt 113 mm nederbörd, och den torraste är januari, med 31 mm nederbörd.